# Îlot de Megaride
L'îlot de Megaride est l'ancienne petite île de Naples sur laquelle fut érigé le Castel dell'Ovo.

## Description

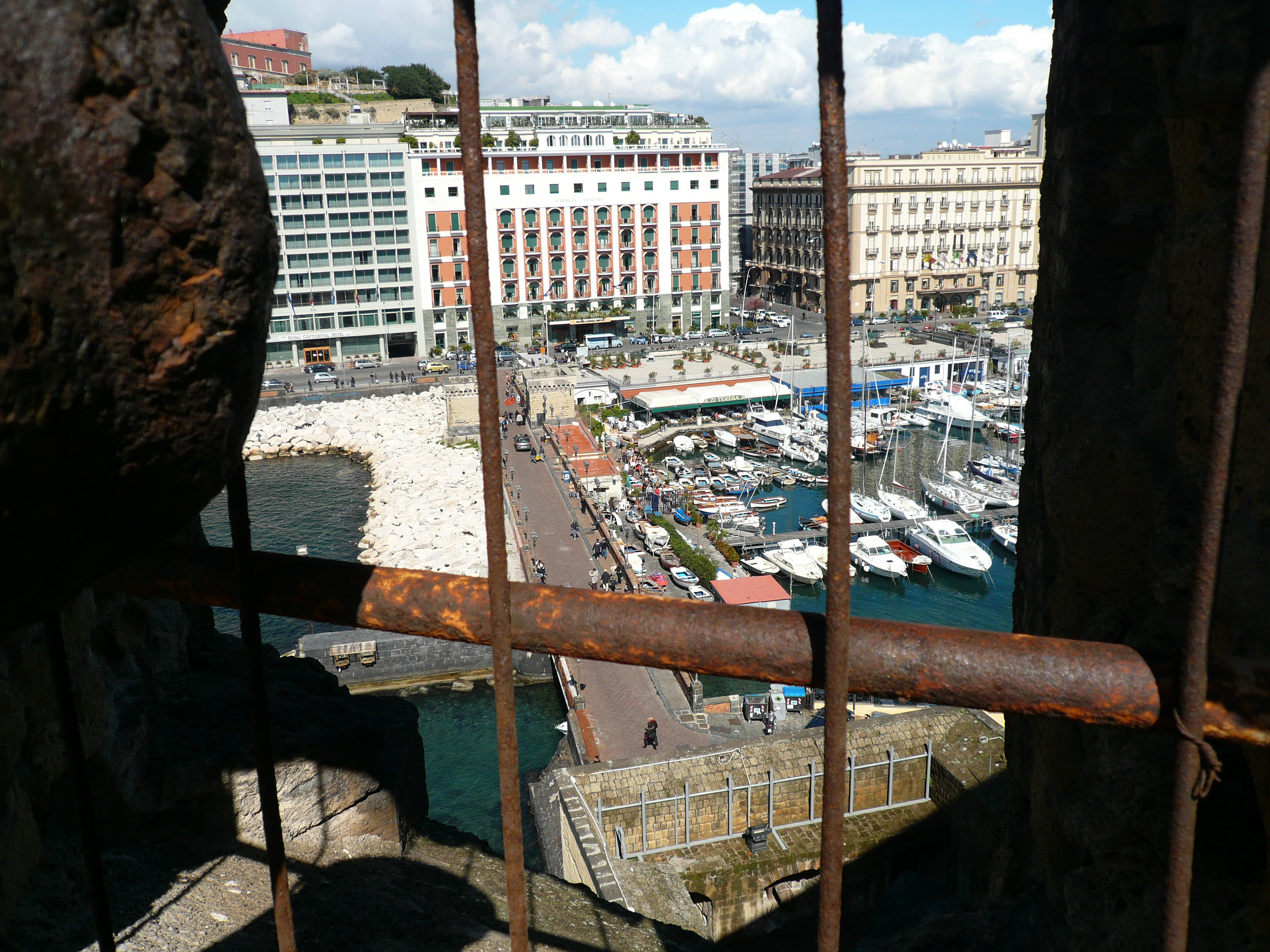
Liaison entre l'îlot et la terre ferme

Aujourd'hui l'îlot est relié à la terre ferme par un isthme gagné sur la mer. À l'origine Megaride était distante de seulement quelques mètres de l'antique ville de Neapolis (aujourd'hui Naples).
Selon Strabon, l'île est à l'origine de la fondation de la cité par des colons provenant de Rhodes qui y auraient établi un comptoir commercial entre les IXe et VIIIe siècles av. J.-C..
Actuellement le château est entouré par un bourg caractéristique appelé Borgo Marinari, constitué en majeure partie de restaurants et de quelques maisons accessibles par la via Partenope.
Les cultes religieux de l'époque grecque avaient été importés par les fondateurs. Un des plus anciens était le culte de la sirène Partenope, déjà connu en Grèce orientale avant la fondation de la cité Neapolis.
Selon la mythologie, le corps de la sirène Partenope aurait été enterré à Megaride, transporté par la mer après qu'elle s'est laissée mourir face à l'indifférence d'Ulysse.